# 座敷女
『座敷女』（ざしきおんな）は週刊ヤングマガジン1993年第13～24号で連載されていた望月峯太郎の漫画作品。

## 作品概要
都市伝説、ストーカーなどの要素を含んだホラー作品。怪物や幽霊が出てくるホラーではなく、得体の知れない人間に理不尽に付きまとわれるという心理的恐怖、また日本で「ストーカー」という言葉が広まる1990年代後半以前に既にストーカーをモチーフにした作品として出版されていることもあり心理ホラー漫画としての評価は高い。

## あらすじ
大学生の森ひろしは真夜中に隣部屋のドアがしつこくノックされていることに気づく。自分の部屋のドアを開け覗いてみると、そこにはロングヘアにロングコートの大女が立っていた。後日、その大女はひろしの部屋を訪れる。電話を貸してくれと頼まれたひろしは彼女を玄関に入れてしまう。 その日を境にひろしは「サチコ」と名乗るその大女に付きまとわれる。サチコとは何者なのか？目的は何なのか？サチコの異常な行動は次第にエスカレートしていき、やがてはひろしの周囲の人々をも巻き込んでいく。

## 登場人物
森ひろし大学1年生。夜中にアパートの隣部屋の山本君を訪ねて来たサチコという大女に出会い、付きまとわれる。
佐竹ひろしの小学校時代からの友人。大学では空手部に所属。高校時代は陸上でインターハイに出場したこともある。
神崎るみひろしのバイト先のコンビニによく来る女子高生。通称『スマイルルミちゃん』。
服部ひろしと佐竹の大学の友人。顔が広く情報通。
山本ひろしのアパートの隣部屋に住んでいる大学生。行方不明。
田尻早苗ひろしと佐竹が小学生時代にいじめていた女子。当時のあだ名は『悪霊』。
サチコ面長でロングヘア、ロングコート姿に両手に紙袋を持った正体不明の不気味な大女。ふとした事からひろしに付きまとうようになる。
神出鬼没で不健康そうな見た目の割りに身体能力が高く、空手部の佐竹に殴られても「本当の痛みを知っている」と言い放ち、全く痛がる様子を見せずに平然としていたほど。

## 書誌情報
- 単行本
座敷女(1993年7月6日発行)
ISBN 4-06-319412-4

## CDブック
- マガジンCDブック⑧座敷女(1997年11月26日発行)
CD2枚組。豪華特殊パッケージとして蛾のフィギュアが同梱。
DISK1:ドラマCD
1996年にTBSラジオで放送された連続ドラマを収録。
DISK2:リミックスCD
暴力温泉芸者によるリミックスCD。
ISBN 4-06-333408-2

## 備考
2023年2月1日放送の「ホンマでっか!?TV」の「ホンマでっか!?マンガ大賞2023」において土田晃之が生涯No.1漫画に挙げている。